# Fuentes de Peñacorada
Fuentes de Peñacorada es una localidad del municipio de Cistierna, en la provincia de León (España). 

## Situación
Se accede desde Cistierna en dirección a Riaño a través de la CL-626 y en el primer desvió a mano derecha, es el primer pueblo situado.

## Población
En el INE de 2012 tiene 42 habitantes, 21 hombres y 21 mujeres.
- Datos: Q16466374
- Multimedia: Fuentes de Peñacorada / Q16466374